# Dawn Patrol (MSX)
Dawn Patrol is een computerspel dat is ontwikkeld door The Bytebusters. Het spel werd in 1986 uitgegeven door Pony Canyon. Het computerspel is een duikbootsimulatie dat zich afspeelt tijdens de Tweede Wereldoorlog. Het spel wordt met het toetsenbord of de joystick bediend.